# Lakes Entrance
Lakes Entrance (5 548 habitants) est une station touristique et un port de pêche à l'est de l'État de Victoria, en Australie, à 320 kilomètres à l'est de Melbourne à proximité d'un chenal artificiel qui relie les lacs du Gippsland au détroit de Bass.
Lakes Entrance est situé au niveau de la mer. Elle fait partie du comté de Gippsland Est.
La ville est reliée à Kalimna par une branche de la route Princes Highway qui serpente autour des lacs de Gippsland et qui permet d'avoir des vues superbes sur les lacs.
Lakes Entrance est surtout une ville de pêche et de tourisme; la côte est un abri sûr pour beaucoup de bateaux de pêche commerciaux et les sports nautiques ; sur le bord de mer on trouve des restaurants, des boutiques et des campings. Les zones résidentielles sont situées plus à l'intérieur des terres.
Les principales villes de la région sont Bairnsdale et Orbost.
Les villes plus petites sont: Swan Reach, Johnsonville, Kalimna, Nicholson, Metung et Lake Tyers.

## Galerie

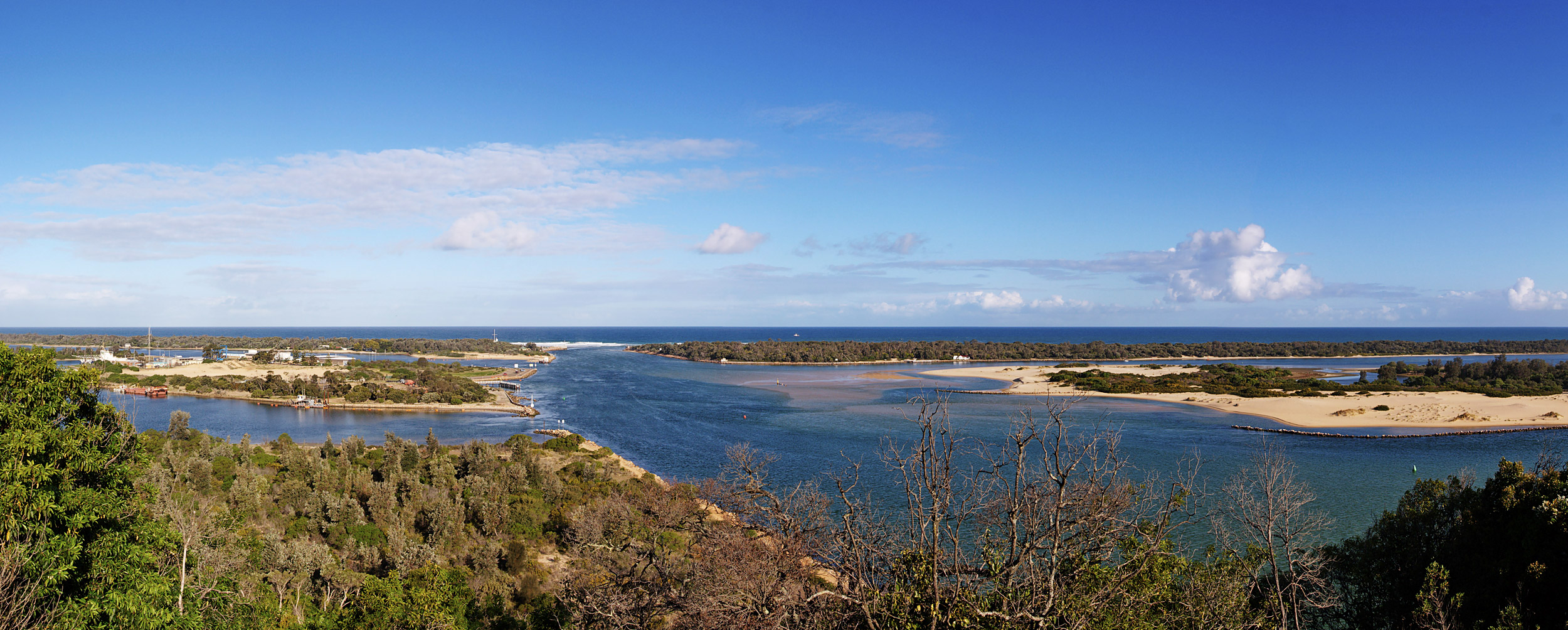
Lakes Entrance et les lacs

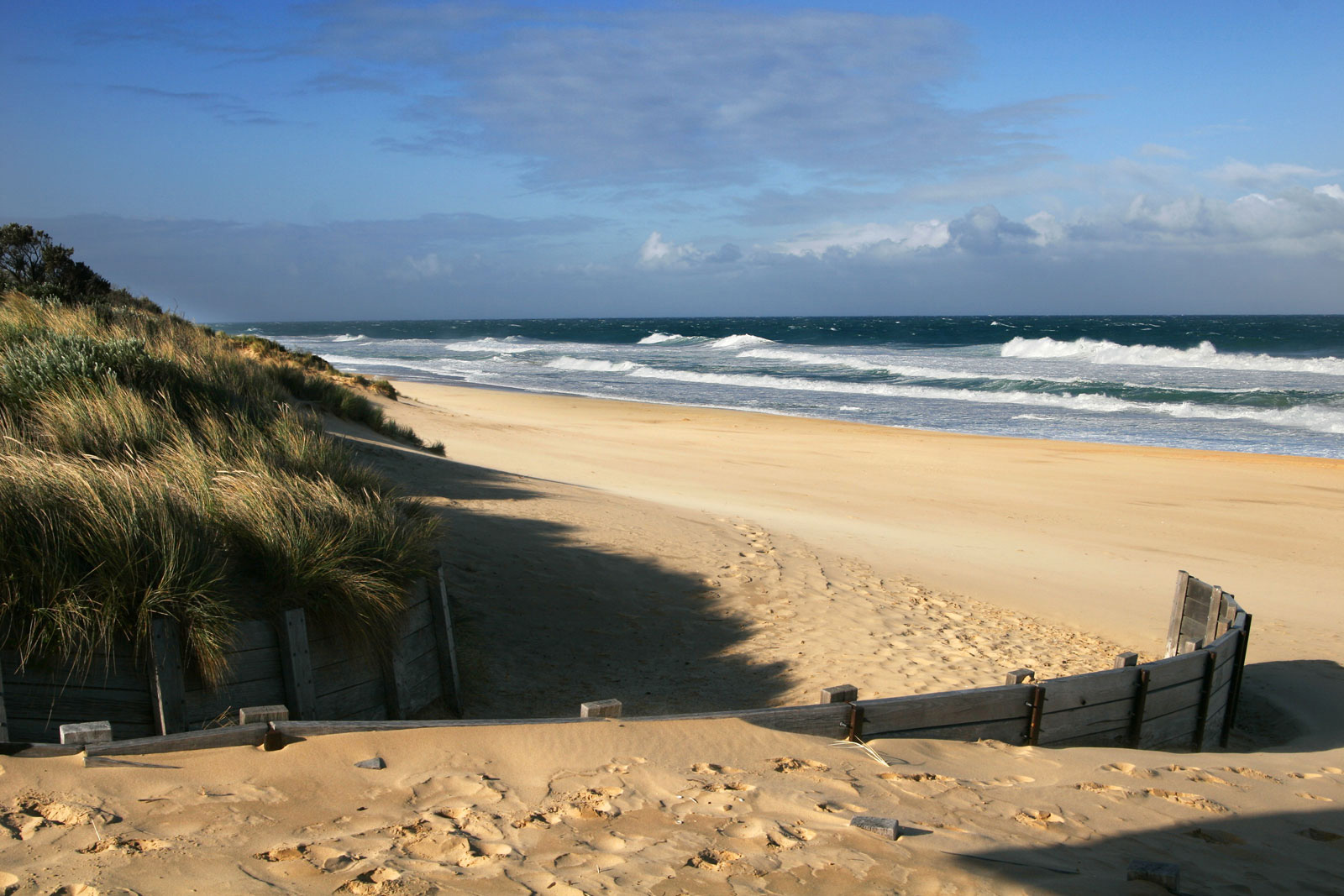
La plage « 90 mile »
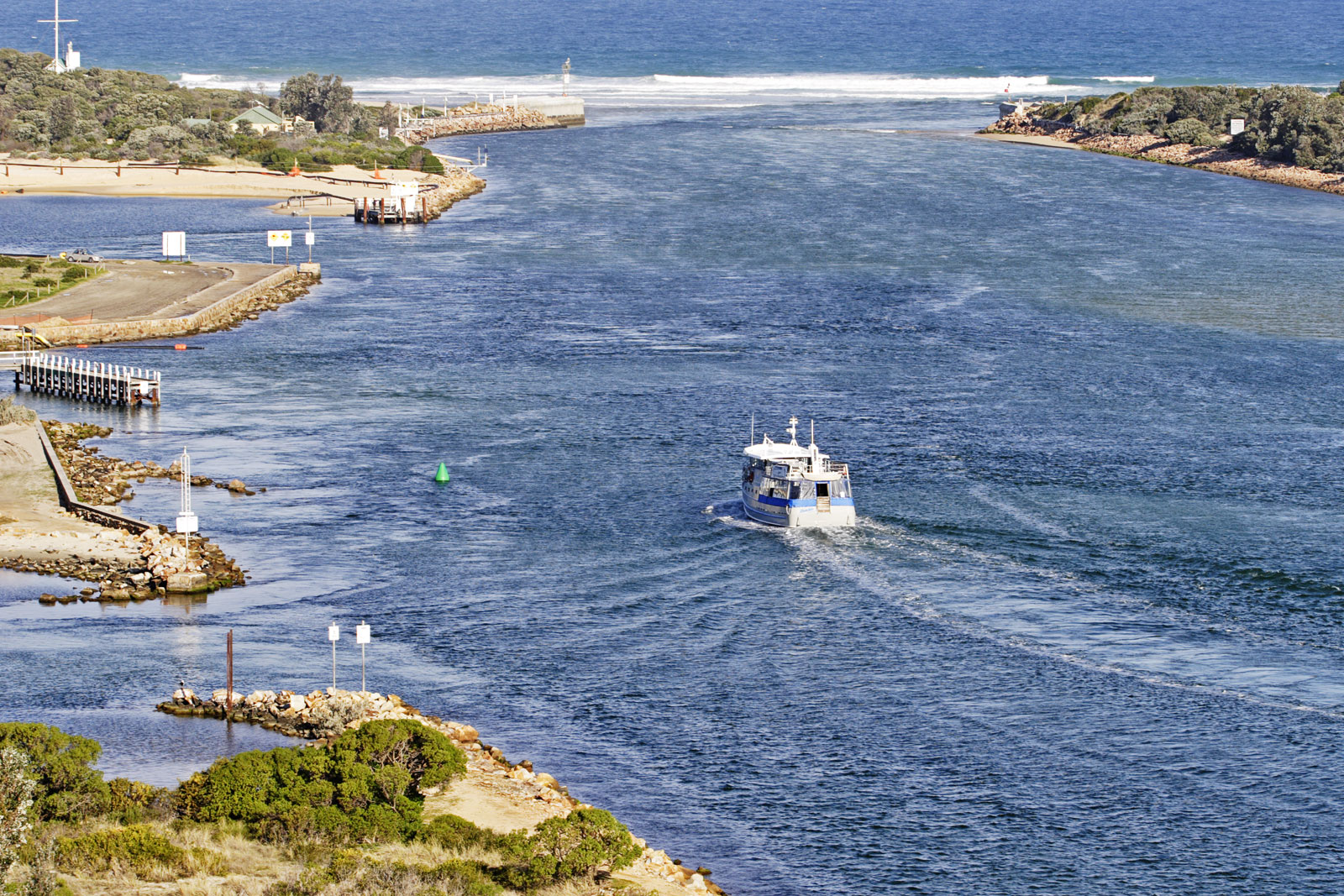
L'entrée des lacs de Gippsland à Lakes Entrance
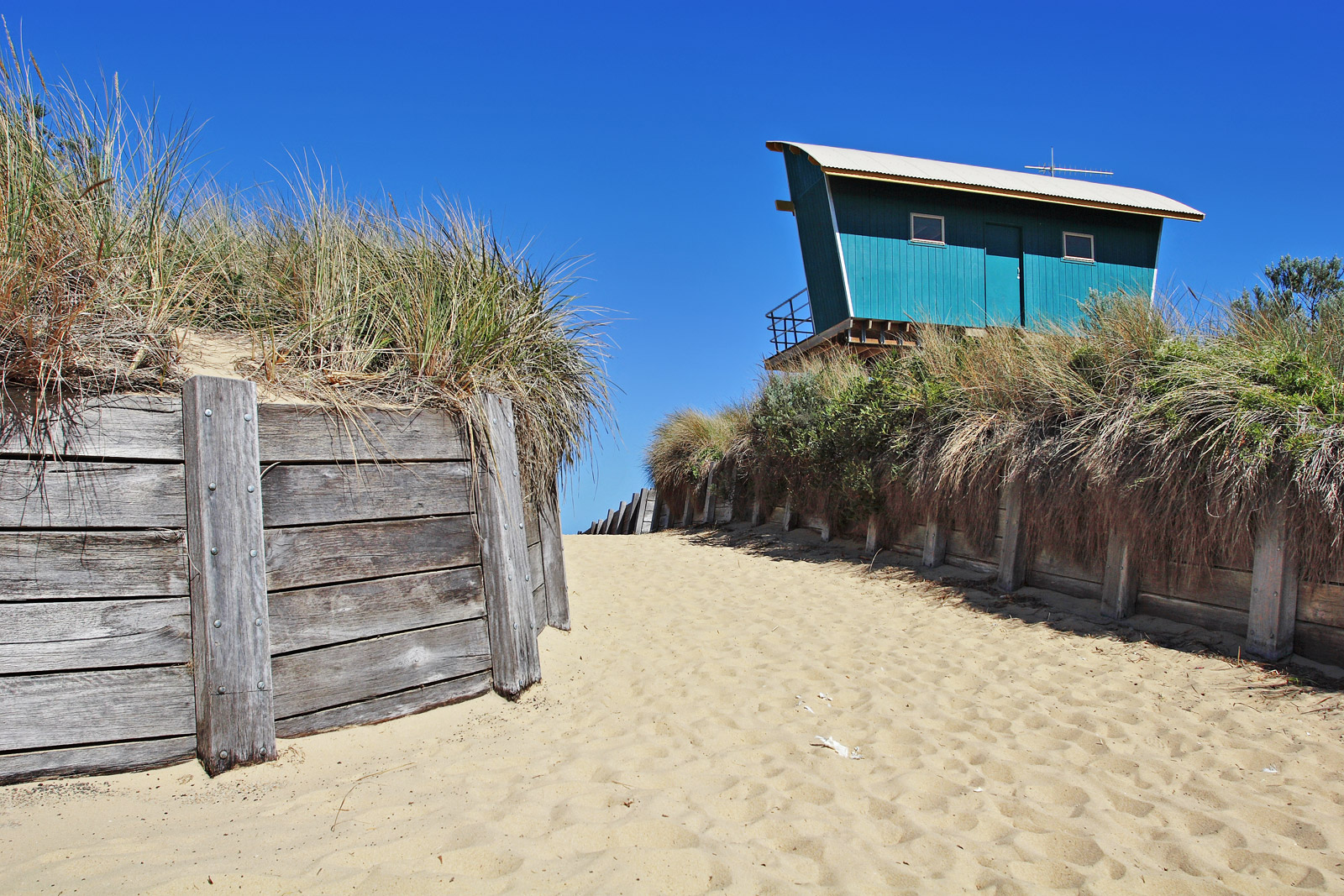
Chemin d'accès à la plage